# Suphalomitus verbosus
Suphalomitus verbosus is een insect uit de familie van de vlinderhaften (Ascalaphidae), die tot de orde netvleugeligen (Neuroptera) behoort. 
Suphalomitus verbosus is voor het eerst wetenschappelijk beschreven door Walker in 1853.